# Însurăței (okręg Teleorman)
Însurăței – wieś w Rumunii, w okręgu Teleorman, w gminie Didești. W 2011 roku liczyła 293 mieszkańców.